# Ривьер (Тарн)
Ривье́р (фр. Rivières, окс. Ribièiras) — коммуна во Франции, находится в регионе Юг — Пиренеи. Департамент — Тарн. Входит в состав кантона Дё-Рив. Округ коммуны — Альби.
Код INSEE коммуны — 81225.

## География

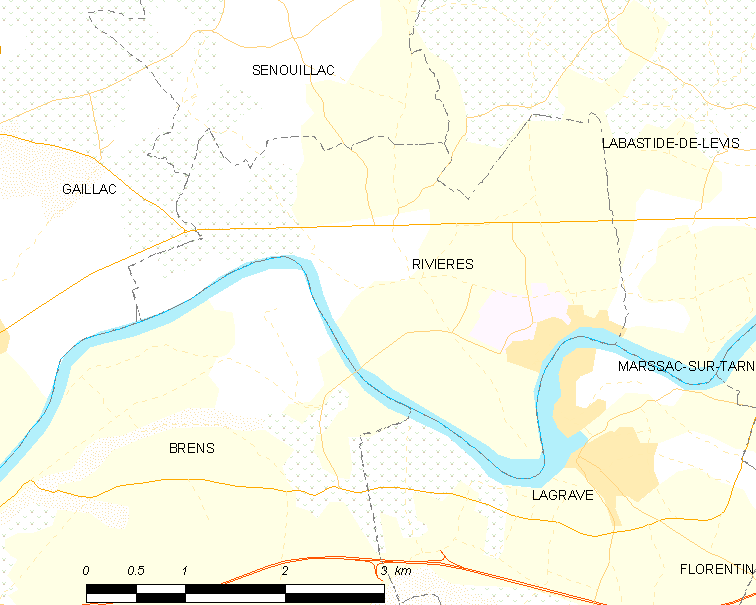
Карта коммуны

Коммуна расположена приблизительно в 550 км к югу от Парижа, в 55 км северо-восточнее Тулузы, в 15 км к западу от Альби.
На юге коммуны протекает река Тарн.

## Климат
Климат умеренно-океанический. Зима мягкая и дождливая, лето жаркое с частыми грозами. Ветры довольно редки.

## Население
Население коммуны на 2010 год составляло 890 человек.
| 1962 | 1968 | 1975 | 1982 | 1990 | 1999 | 2010 |
| ---- | ---- | ---- | ---- | ---- | ---- | ---- |
| 373  | 343  | 383  | 537  | 616  | 723  | 890  |

## Администрация
| Период | Период | Фамилия       | Партия | Примечания |
| ------ | ------ | ------------- | ------ | ---------- |
| 1955   | 1973   | Серафен Брей  |        |            |
| 1973   | 1979   | Жан Мессидор  |        |            |
| 1979   | 1985   | Гастон Бурду  |        |            |
| 1985   | 2008   | Робер Салабер |        |            |
| 2008   | 2020   | Кристоф Эрен  |        |            |

## Экономика
В 2007 году среди 619 человек в трудоспособном возрасте (15—64 лет) 467 были экономически активными, 152 — неактивными (показатель активности — 75,4 %, в 1999 году было 72,2 %). Из 467 активных работали 421 человек (223 мужчины и 198 женщин), безработных было 46 (24 мужчины и 22 женщины). Среди 152 неактивных 47 человек были учениками или студентами, 49 — пенсионерами, 56 были неактивными по другим причинам.